# Vanasadam
Vanasadam (z est. Stary port, ang. Old City Harbour) – port w Tallinnie w Estonii. Część kompleksu Portu w Tallinnie. Jest największym portem pasażerskim w Estonii, a także nad całym Morzem Bałtyckim.
Vanasadam obsługuje stałe połączenia pasażerskie z Helsinkami (Tallink, Eckerö Line, Viking Line), Sztokholmem (Tallink) oraz Petersburgiem (St. Peterline).
Port znajduje się w ścisłym centrum miasta. Składają się na niego trzy terminale:
- Terminal A – załadunek dla Eckerö Line, Viking Line i St. Peterline
- Terminal B – rozładunek dla powyższych
- Terminal D – obsługa Tallinka

Port zajmuje 52,9 ha powierzchni lądowej, z której większość jest niezagospodarowana, ze względu na usunięcie obrotu towarowego z Vanasadam do innych portów należących do kompleksu. Składa się z 24 nabrzeży o łącznej długości 4,2 km. Głębokość portu to 11 m. Może obsługiwać jednostki o maksymalnej długości 340 m i szerokości 42 m.
W 2013 roku rozpoczęto budowę nowego nabrzeża dla wycieczkowców, obok dotychczasowego o długości 339 metrów, wybudowanego w 2004 roku. Inwestycja powodowana była wzrostem liczby tego typu statków odwiedzających port w Tallinnie. Otwarcie nastąpiło 17 maja 2014 roku. Inwestycja kosztowała 9,34 milionów euro. Nowe nabrzeże ma 421 metrów długości.